# Хинвил
Хинвил (фр. Hinwil, итал. Hinwil) је град у североисточној Швајцарској. Хинвил је значајан град кантона Цирих, као средиште истоименог округа Хинвил.

## Природне одлике
Хинвил се налази у североисточном делу Швајцарске. Од најближег већег града, Цириха град је удаљен 30 км источно.
Рељеф: Хинвил је смештен на у вишем, планинском делу кантона Цирих. Надморска висина насеља је око 560 метара.
Клима: Клима у Хинвилу је умерено континентална.
Воде: Хинвил је смештен на у области без већих водотока. У граду и окружењу протиче више потока.

## Историја
Подручје Хинвила је било насељено још у време праисторије и Старог Рима, али није имало велики значај.
745. године први пут се спомиње насеље под овим именом.
Почетком 16. века, у доба реформације, грађани су примили протестантизам.
Током 19. века Хинвил се почиње полако развијати и јачати привредно (производња постељине). Ово благостање се задржало до дан-данас.

## Становништво
2010. године Хинвил је имао преко 10.500 становника. Од тога приближно 13,7% су страни држављани.
Језик: Швајцарски Немци чине традиционално становништво града и немачки језик је званични у граду и кантону. За разлику од већине градова у Швајцарској Хинвил је и данас има мало страних усељеника, па је немачки језик готово једини у употреби.
Вероисповест: Месни Немци су у 16. веку прихватили протестантизам. Међутим, последњих деценија у граду се знатно повећао удео римокатолика. Данашњи верски састав града је: протестанти (54,1%), римокатолици (26,5%), атеисти (10,8%).

## Збирка слика
- Поглед на Хинвил
- Стари део Хинвила
- Протестантска црква
- Главно раскршће у граду